# Legend Fighting Championship 6
Legend Fighting Championship 6（レジェンド・ファイティング・チャンピオンシップ・シックス）は、中国の総合格闘技団体「LFC」の大会の一つ。2011年10月30日、マカオのシティ・オブ・ドリーム内グランドハイアット・マカオで開催された。

## 大会概要
本大会ではLFCライト級タイトルマッチが組まれた。
キャリア7戦全勝のロバート・ウィテカー、6戦無敗のワン・ガンがLFCデビュー。

## 試合結果
| 試合 | 階級                    | 勝者                                    | 敗者                        | 試合結果                 |
| ---- | ----------------------- | --------------------------------------- | --------------------------- | ------------------------ |
| 1    | バンタム級              | ダナ・バトゲレル                        | ヴィンセント・シュウ        | 1R 3:39 TKO              |
| 2    | バンタム級              | マイケル・モルティマー                  | エレネオ・ガリンデス        | 1R 4:20 腕ひしぎ十字固め |
| 3    | ウェルター級            | キム・フン                              | ロバート・ウィテカー        | 1R 3:01 三角絞め         |
| 4    | フェザー級              | 川那子祐輔                              | ウ・チェンジェ              | 3R終了 判定3-0           |
| 5    | ウェルター級            | ロドニー・マクスウェイン                | イ・ヨンジェ                | 3R終了 判定3-0           |
| 6    | ライト級                | ロブ・ヒル                              | ソン・オンシク              | 1R 3:18 TKO              |
| 7    | ライト級                | ワン・ガン                              | 安藤晃司                    | 3R終了 判定2-1           |
| 8    | ライトヘビー級          | サム・ブラウン                          | リュウ・ウェンボー          | 3R終了 判定2-1           |
| 9    | ライト級 タイトルマッチ | ジャダンバ・ナラントンガラグ （挑戦者） | エイドリアン・パン （王者） | 3R終了 判定2-1           |